# قسم شهرستانة الريفي (مقاطعة درغز)
قسم شهرستانة الريفي (بالفارسية: دهستان شهرستانه) هي قسم تقع في إيران في Now Khandan District. يقدر عدد سكانها بـ 5,047 نسمة .